# 莱曼环形山
莱曼环形山（Lyman）是位于月球背面南半部一座的大撞击坑，约形成于38-32亿年前的晚雨海世，其名称取自美国物理学家西奥多·莱曼（1874年-1954年），1970年被国际天文学联合会批准接受。

## 描述

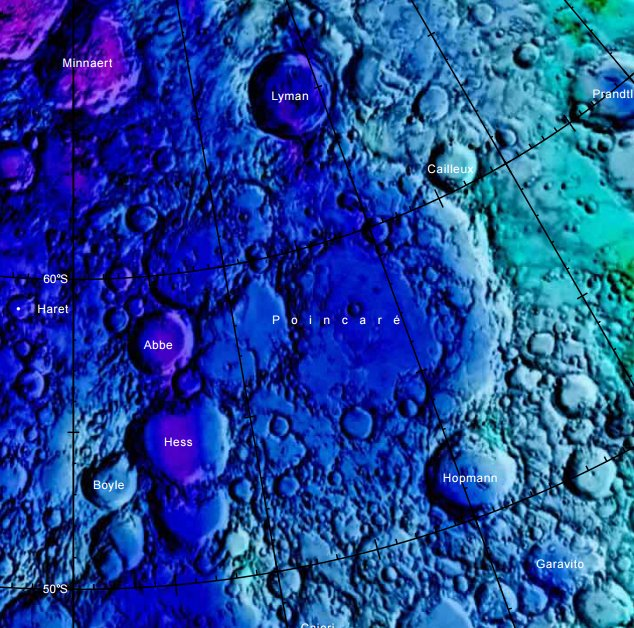
莱曼环形山的周边，月球南极附近区详图。

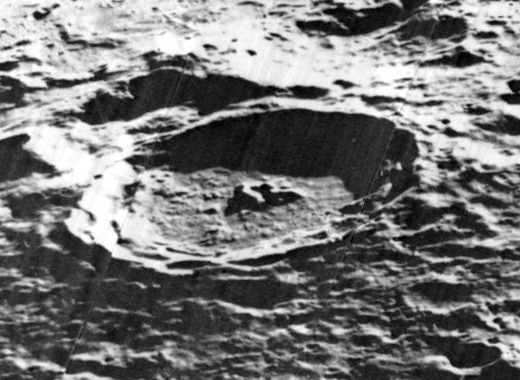
月球轨道器5号拍摄的西向斜视图

该陨坑西北毗邻较小的卡耶环形山、北面坐落了巨大的庞加莱环形山，阿贝环形山和另一座巨大的环壁平原-米奈尔环形山则分别位于它的东北和东南偏东方。该陨坑中心月面坐标为64°58′S 162°28′E / 64.96°S 162.47°E，直径83.25公里，深度约2.81公里。
莱曼环形山的坑壁尚未受到明显的磨损，边缘轮廓完整清晰，东、南二侧略向外凸，整体外观近似圆形。它的内侧壁显示有明显的阶地状结构，环坡底分布有一圈因壁体松散滑塌而形成的岩屑堆环。该环形山坑壁最大高出周边地形1380米，内部容积约6496立方千米。坑底表面相对平坦，散布有许多的小山丘，中心点附近坐落了一座由斜长辉长岩（AN）和辉长岩（N）构成的中央峰，该中央峰包含一座主峰及与之相连的北麓和东北麓，其底部面积超过144公里2。

## 卫星陨石坑
按惯例，最靠近莱曼环形山的卫星坑将在月图上以字母标注在它的中心点旁边。

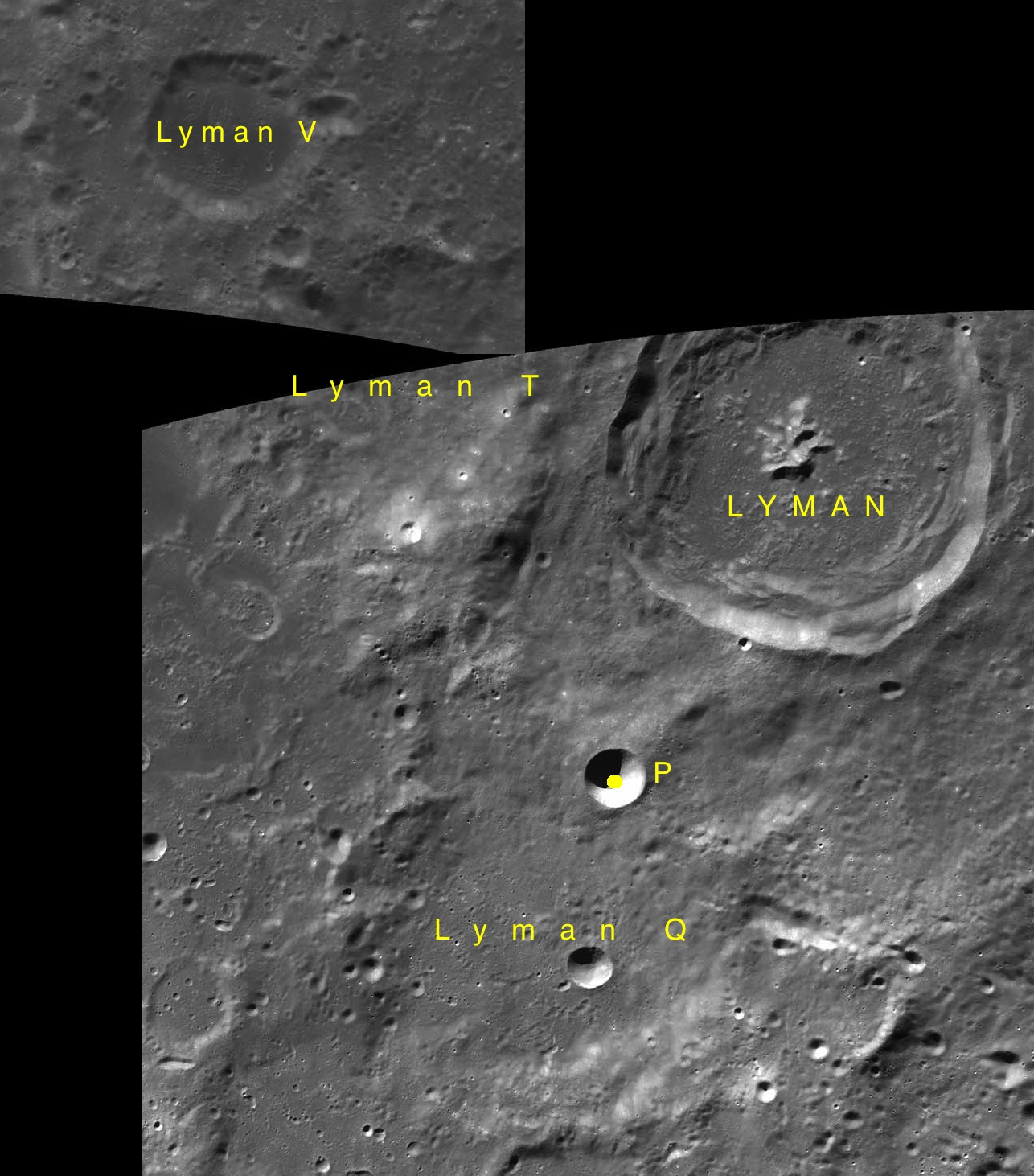
LAC-131与LAC-141拼接图

| 莱曼 | 纬度    | 经度     | 直径    |
| ---- | ------- | -------- | ------- |
| P    | 67.6° S | 158.5° E | 14 公里 |
| Q    | 68.6° S | 156.7° E | 56 公里 |
| T    | 64.1° S | 157.7° E | 59 公里 |
| V    | 62.6° S | 154.2° E | 37 公里 |

- 卫星坑“莱曼 V”约形成于酒海纪[1]。

## 另请参阅
- Andersson, L. E.; Whitaker, E. A. . NASA RP-1097. 1982.
- Blue, Jennifer. . USGS. July 25, 2007  [2007-08-05]. （原始内容存档于2018-12-25）.
- Bussey, B.; Spudis, P. . New York: Cambridge University Press. 2004. ISBN 978-0-521-81528-4.
- Cocks, Elijah E.; Cocks, Josiah C. . Tudor Publishers. 1995. ISBN 978-0-936389-27-1.
- McDowell, Jonathan. . Jonathan's Space Report. July 15, 2007  [2007-10-24]. （原始内容存档于2018-12-25）.
- Menzel, D. H.; Minnaert, M.; Levin, B.; Dollfus, A.; Bell, B. . Space Science Reviews. 1971, 12 (2): 136–186. Bibcode:1971SSRv...12..136M. doi:10.1007/BF00171763.
- Moore, Patrick. . Sterling Publishing Co. 2001. ISBN 978-0-304-35469-6.
- Price, Fred W. . Cambridge University Press. 1988. ISBN 978-0-521-33500-3.
- Rükl, Antonín. . Kalmbach Books. 1990. ISBN 978-0-913135-17-4.
- Webb, Rev. T. W.  6th revised. Dover. 1962. ISBN 978-0-486-20917-3.
- Whitaker, Ewen A. . Cambridge University Press. 1999. ISBN 978-0-521-62248-6.
- Wlasuk, Peter T. . Springer. 2000. ISBN 978-1-85233-193-1.